# Autoroute A570 (France)
Pour les articles homonymes, voir A570.
L'autoroute française A570 est une autoroute du réseau public autoroutier non concédé, reliant l'A57 (commune de La Garde) à Hyères.
Elle est exploitée par les services du Ministère de l'Équipement (DIR Méditerranée).

## Histoire
Elle est mise en service de 1987 à 1990, en trois étapes :
- entre l'échangeur A57 et La Garde (sortie 6) en 1987 ;
- entre la sortie 6 et La Moutonne (fin provisoire) en 1989 ;
- entre cette fin provisoire et la sortie 8 en 1990.

## Tracé

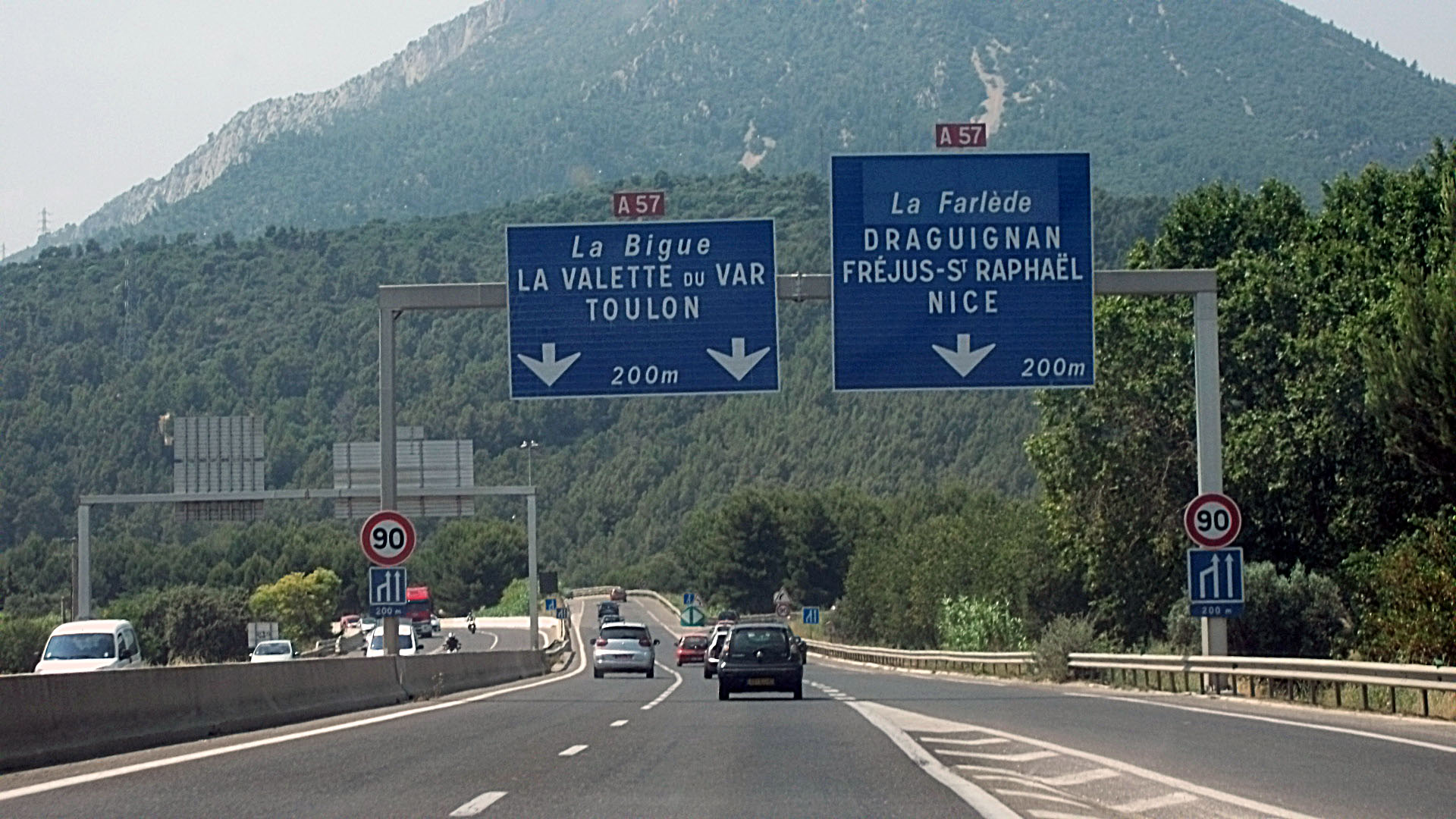
Jonction entre les autoroutes A570 et A57 vers Toulon et Nice.

- Échangeur entre A57 et A570 : Toulon, La Valette-du-Var, Nice, Fréjus, Saint-Raphaël,  Draguignan
- 6 La Bastide Verte : La Garde, Z.I. Toulon Est
  -  Aire de service de Saint Augustin (sens Hyères – A57)
- 7 Saint-Gervais : La Bayorre, La Crau
- 8 La Recense : Centre Hospitalier, Centre Commercial, Hyères - ouest
  -  Fin de l'autoroute A570 et  continue sur la RN 98 (Voie Olbia) vers Hyères - centre, Le Lavandou et Saint-Tropez